# Ducado de Zator

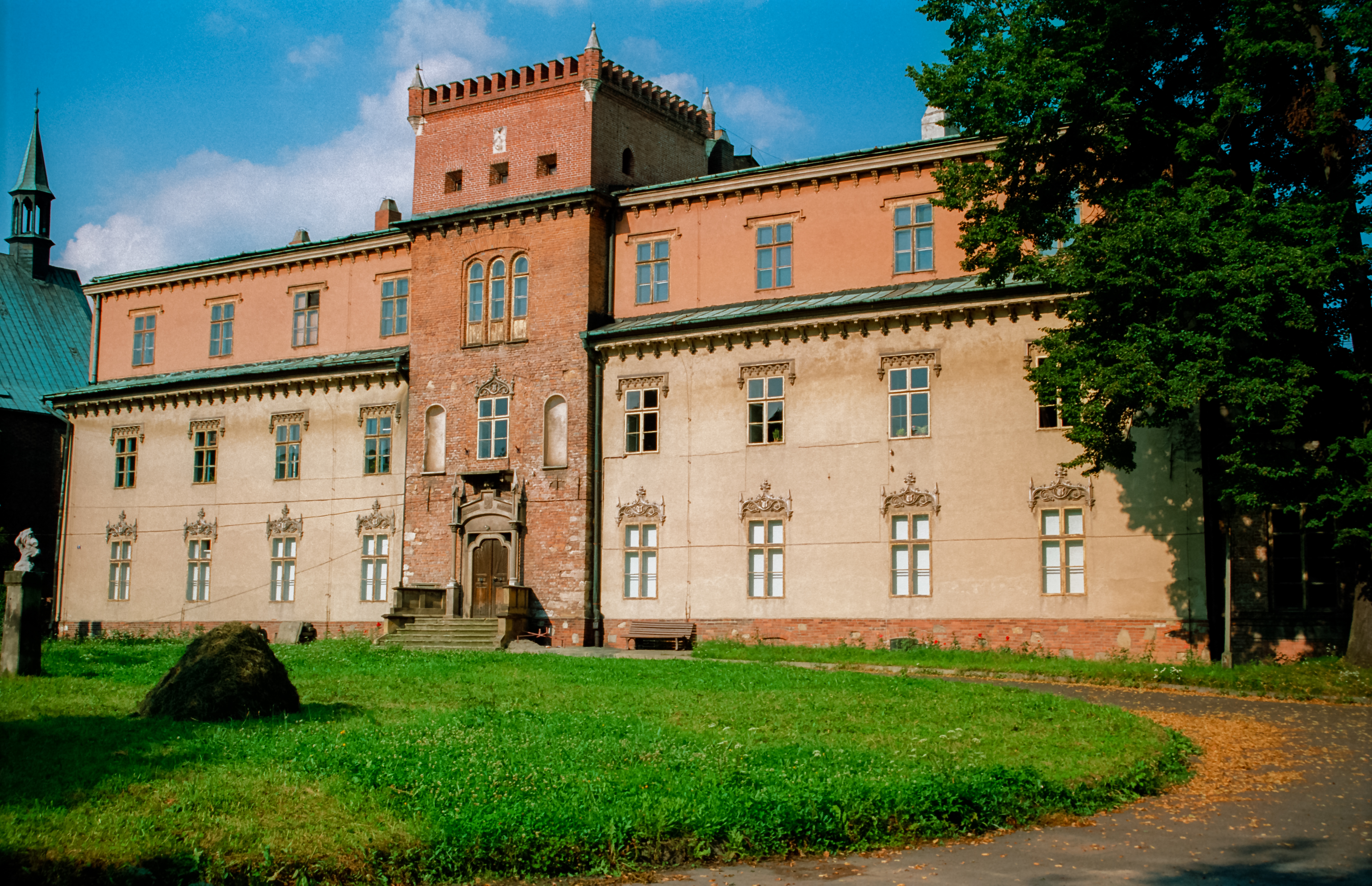
Castillo de Zator.

El Ducado de Zator fue uno de los muchos ducados de Silesia.
Fue segregado del Ducado de Oświęcim, cuando después de once años de gobierno conjunto los hijos del Duque Casimiro I en 1445 finalmente se dividieron los territorios entre ellos, por lo que el hijo mayor Venceslao recibió el territorio alrededor de la ciudad de Zator. La fragmentación del ducado continuó después de la muerte de Venceslao en 1468, cuando en 1474 sus hijos Casimiro II y Venceslao II así como Jan V y Vladislao de nuevo dividieron el territorio de Zator en dos a lo largo del río Skawa.
Después de la muerte de Casimiro II en 1490, no obstante, ambas partes del ducado fueron reunificadas, y en 1494 Jan V como el último hermano sobreviviente, se convirtió en el único gobernante. Como el propio Jan no tenía herederos, decidió en el mismo año vender el ducado al rey Juan I Alberto de Polonia, bajo la garantía que permanecería como duque hasta su muerte. Jan fue asesinado en 1513 y Zator fue unificado con Polonia. En el Sejm general de 1564, el rey Segismundo II Augusto emitió privilegios de incorporación reconociendo ambos ducados de Oświęcim y Zator como parte de la Corona Polaca dentro del Condado silesio del Voivodato de Cracovia, aunque el rey polaco retuvo ambos títulos ducales y el nombre del Ducado sobrevivió en las actas legales (no tenía, no obstante, privilegios especiales).
Los territorios del antiguo Ducado pasaron a formar parte de la Monarquía de los Habsburgo después de la Primera Partición de Polonia en 1772. Como parte de la Galicia austríaca, Zator y Oświęcim de 1818 a 1866 pertenecieron a la Confederación Germánica. Hasta 1918, el emperador de Austria también se autotitulaba "Duque de Zator" como parte de su gran título oficial.
Cuando fue fundada la Segunda República Polaca en 1918, el título ducal cesó de existir.

## Duques de Zator
Los Duques de Zator pertenecieron a la rama silesia de la dinastía de los Piastas.
- 1434-1468 Venceslao I
- 1468-1490 Casimiro II, desde 1474 corregente con su hermano.
  - 1468-1487 Venceslao II
- 1468-1494 Jan V, desde 1474 corregente con su hermano.
  - 1468-1482 Vladislao, retirado a Wadowice
  - 1493-1503 Inés, hija, "Duquesa de Wadowice"

Semioficialmente desde 1494 y oficialmente desde 1513 el ducado pasó a formar parte del Reino de Polonia.

### Gobernantes que reclamaron el título ducal durante la partición austriaca de Polonia
| Emperador        | Acceso                  | Deceso                  |
| José II          | 1772                    | 20 de febrero de 1790   |
| Leopoldo II      | 20 de febrero de 1790   | 1 de marzo de 1792      |
| Francisco I      | 1 de marzo de 1792      | 2 de marzo de 1835      |
| Fernando I       | 2 de marzo de 1835      | 2 de diciembre de 1848  |
| Francisco José I | 2 de diciembre de 1848  | 21 de noviembre de 1916 |
| Carlos I         | 21 de noviembre de 1916 | 11 de noviembre de 1918 |